# Fais que ton reve soit plus long que la nuit
『Fais que ton rêve soit plus long que la nuit』(Poème Symphonique)は、ヴァンゲリスのアルバム。

## 収録曲
曲名（細目含む）及び収録時間はフランス盤LP(F54 009)による。
Face 1（A面） (15:32)
- C'est une nuit verte
- Celle des barricades
- Nuit verte ou rouge ou bleue ou noire
- Qu'importe mon ami
- Cela importe mon ami
- L'espoir de la victoire

Face 2（B面） (15:25)
- Le rêve est réalité
- Jouissez sans entraves
- Vivez sans temps morts
- Baisez sans carottes

## 概要
ヴァンゲリス初のオリジナル・アルバム。一部で映像作品のサウンドトラックと紹介されているが、映像とは直接関係ないオリジナル作品である。
1968年5月にパリで起こった学生騒乱「五月革命」を題材としたもので、火炎瓶の爆発音、学生たちの討論やコーラス、デモ隊の掛け声などの実音を効果的にコラージュした独特の作品。こうしたサウンド面の特徴からサウンドトラックと誤解されたものと思われる。シンセサイザーも一部で使用している。
タイトルは、大学構内に立てこもった学生が壁に書き残した詩の一節で、直訳すると「君の夢を夜よりも長く続かせよ」あるいは「夜より長き夢を見よ」。

後年「チャイナ」などのアルバムでヴァイオリン独奏を聴かせるMichel Ripoche（元ZOO）がやはりヴァイオリンで参加している。
ヴァンゲリスらしい親しみやすいメロディも随所で登場する。
後年、Part2のメロディに歌詞が付けられメリナ・メルクーリ（Melina Mercouri、ギリシャの女優で歌手）やミルヴァ（Milva）によって歌われた。

## 非売品CD
ギリシャのタブロイド紙「TA NEA」の2008年5月31日発行分に、『1968 May Paris VANGELIS』と題されたCDが非売品として添付されたが、同CDの内容は Fais que ton rêve soit plus long que la nuit そのものであり、いわゆる一般向けのリリース（頒布）ではないが、同作品としては初のCD化となった。この盤は、フレデリック・ルソーらによってデジタル・リマスタリングされており、UNIVERSAL MUSIC S.A.(GREECE)が権利元となっている（ただし、LP盤特有のノイズがあるため、いわゆるマスタテープからリマスタリングしたものではない可能性がある）。
また、前作「Sex Power」とのカップリングによる非公式CDも存在する。 